# Elfriede Elisabeth Schlichter

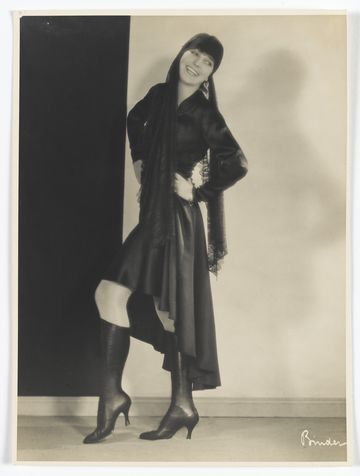
Elfriede Elisabeth Schlichter, Alexander Binder (Fotograf)

Elfriede Elisabeth Schlichter, geb. Koehler, genannt „Speedy“ (* 1. September 1902 in Genf; † 3. März 1975 in München), war eine schweizerische Schauspielerin, Autorin und Lebedame. Sie war „die sehr unkonventionelle Muse“ und Ehefrau von Rudolf Schlichter, einem der Protagonisten der Neuen Sachlichkeit. 

## Leben
Die „aus einer guten, sehr intellektuellen Familie stammend[e]“ Elfriede Elisabeth Koehler war die lebenslustige jüngere Schwester des Schweizer Schriftstellers Alexandre Koehler (1895–1942). Sie soll sich nach dem Studium in Genf in den französischen Kolonien aufgehalten haben. Mitte der 1920er Jahre ging sie nach Dresden, um dort ihre Deutschkenntnisse zu verbessern, danach führte sie ihr Weg nach Berlin. Hier, in der pulsierenden Metropole der Goldenen Zwanziger der Weimarer Republik, agierte sie als selbstbewusste Gesellschaftsdame „in Gesellschaft angehender Diplomaten“, als „Völkerbundskokotte. Auf jeden Fall führe sie das Leben einer Frau von Welt … und sei überhaupt eine raffinierte Person mit einer ziemlich dunklen Vergangenheit“. Verschiedentlich arbeitete sie als Statistin in UFA-Filmen. Eine kleine Nebenrolle in Tagebuch einer Verlorenen im Jahr 1929 („ein kreativer Fall von Schuhfetischismus, auch in der Kunstgeschichte“) machten die „Speedy Schlichter und ihre Knöpfstiefeletten“ in Kreisen der Berliner Bohème zur Stilikone. Das Foto der „Beine der Speedy Schlichter“ aus dem Jahr 1929 von Hans G. Casparius (Quelle: Deutsche Kinemathek – Fotoarchiv) wurden zum Begriff für das lasterhafte Berlin. In diesem Milieu inszenierte sich „Speedy“ als Femme fatale, die Zigarren rauchte und sich als Hetäre in der Berliner Schickeria verdingte. Sie kannte das allgegenwärtige Spiel von Kaufen und Verkaufen aus der Filmbranche, wo die Devise galt: „Regisseur und Inspizient, Spieleleiter und Agent prüfen vorher das Talent.“
1927 wurde Rudolf Schlichter auf die temperamentvolle, mit französischem Akzent parlierende Dame der Demi-Monde im Restaurant „Schlichter“ seines Bruders Max aufmerksam, das ein Treffpunkt von Künstlern und Filmschaffenden war. Ihre Art zu sprechen fand er hinreißend: („Eh bien, da ’aben wir ’eute ’ohen Besuch, Mon Dieu?“). Von ihrem sprühenden Intellekt, von ihrer „Drolerie“ und der Leichtigkeit ihres Humors war er fasziniert. Die „Anmut ihrer schnellen Bewegung“ und die Anziehungskraft ihres Äußeren bestrickten ihn außerordentlich. Für Schlichter war sie die „schönste Frau von Berlin“.

„Verrucht wirkt sie, und ein wenig gefährlich … In ihrem Blick und ihrer Erscheinung verdichtet sich vieles, was die Zeit ausmacht, die Sorge um die Zukunft in unsicheren Zeiten, die Lust am Spiel mit den Geschlechterrollen, der Hang zum Verruchten und Halbseidenen im pulsierenden Nachtleben der Metropole.“

Koehler avancierte alsbald zum Mittelpunkt im Kreis der Künstler um Schlichter. In der Folgezeit stieg „dieses blonde, bockige Ding mit den frechen, wasserblauen Augen und dem losen Mundwerk“ als Gefährtin des Künstlers zur „Königin der Kunstszene Berlins“ auf. Die beiden heirateten am 23. Dezember 1929 in Berlin-Schöneberg. Das Hochzeitsbild vor dem Standesamt zeigt sie in ihren bevorzugten Stiefeln, neben ihrem Ehemann stehend und umrahmt von den Trauzeugen Moritz Wolff und George Grosz.
Nach einer Filmfigur von Schlichter „Speedy“ genannt, war sie ihm Muse und Versucherin, Modell und Domina in einem. Durch sie war es ihm möglich, „die Facetten des Weiblichen und seine eigenen Sehnsüchte und masochistischen Lüste darzustellen“. Im Strudel der Geschehnisse der Nazi-Zeit bot sie ihm Stütze und Halt. Immer wieder inspirierte sie Schlichter zu Zeichnungen, Aquarellen und Gemälden – häufig setzte er sie als femme fatale mit ihren auffällig bizarr anmutenden Schuhen und Stiefeln ins Bild. Auch der Maler Kurt Weinhold, mit Rudolf Schlichter befreundet und ebenfalls aus Calw stammend, porträtierte „Frau Speedy Schlichter“ freizügig.
Behauptet, aber verschiedentlich auch bestritten wird, dass Elfriede Elisabeth Schlichter „auch gelegentlich der Prostitution nach[ging]“. Es heißt bei Presler, sie hätte einen kleinen Kreis von Liebhabern gehabt, „eine eigene Welt mit eigenem Kodex“, zu denen sie eine feste Beziehung unterhielt: „Speedy“ war nicht käuflich, sondern legte Wert darauf, ihre Gunst zu vergeben – nicht der zahlungskräftige Kunde wählte aus, sondern sie bestimmte, wer ihr wert genug war, ihre erotischen Dienstleistungen in Anspruch zu nehmen; sie entschied über die Dauer der Beziehung und definierte den Preis. Zu ihren Günstlingen zählten der Journalist, Bühnenbildner und Theaterkritiker Richard Masseck (1907–1935, Mitarbeiter beim Deutschen Werkfilm und bei der Deutschen Grammophongesellschaft), der Dichter Ernst von Salomon, die katholischen Juristen Otto Blessing und Dieter Sekler, mit denen das Ehepaar in Rottenburg die Wohnung teilte.
Presler führt aus, dass Schlichter all die zahlungskräftigen Freier tolerierte und sich von seiner Frau schildern ließ, wie sie ihre Kunden bediente. Den Maler inspirierten diese Erzählungen bei seiner Motiv- und Themenwahl. Zur Finanzierung der Lebenshaltung des Künstlerpaars trug dies bei.
„Sie verkörpert geradezu beispielhaft die besondere Melange aus Antibürgerlichkeit, prekären Verhältnissen und aufgedrehter Lebenslust, die das künstlerische Milieu im Berlin der späten 1920er Jahre am Vorabend von Weltwirtschaftskrise und Nationalsozialismus prägt.“ Speedy Schlichter gehörte „zu den selbstbewussten Frauen dieser Zeit“ und war Teil der eigentümlichen Versuchsanordnungen ihres Mannes, „ohne sich darin zu verlieren“.
In den frühen 1930er Jahren vollzog sich unter „Speedys“ Einfluss ein radikaler Gesinnungswandel bei Schlichter („geistige Wandlung und Umkehr“). Er begann sich aus dem politisch links orientierten Milieu Berlins zurückzuziehen, mit dem Kommunismus zu brechen und sich dem Katholizismus sowie vorübergehend auch gewissen Ideen der konservativen Revolution zuzuwenden. Von ihrem Mann inspiriert, trat Elfriede Elisabeth Schlichter schon knapp drei Monate nach ihrer Eheschließung 1930 zum katholischen Glauben über. 1932 zog das Paar von der pulsierenden Metropole Berlin in die beschauliche schwäbische Bischofsstadt Rottenburg am Neckar. Damit verband Schlichter die Hoffnung auf einen künstlerischen Neuanfang. Er begann sich akademischen Naturstudien und Porträts zu widmen, wobei die realistische Darstellung der schwäbischen Landschaft in den Mittelpunkt rückte. „Speedy“ wurde von ihm jetzt als bürgerliche Frau gezeichnet, mit hochgeschlossener Bluse und modischem Hut. Nur die üppigen Blumenranken im Hintergrund gaben etwas von ihrem Charakter preis.
Doch der Lebensstil des Paares passte nicht in die Provinz und ließ es in der Folgezeit in erheblichen Konflikt mit der nationalsozialistischen Kulturpolitik geraten. Hinter vorgehaltener Hand erzählte man sich von seinen homosexuellen und transsexuellen „Verirrungen“. Die freizügigen Umgangsformen von „Speedy“ blieben auch in der Provinz nicht verborgen. Über all die Gewaltfantasien, die bizarren Rollenspiele, die nicht alltägliche Beziehung des Ehepaares zerriss man sich in Rottenburg, aber später auch in Stuttgart förmlich das Maul. Auch wurde „Speedy“ als „Ausländerin“ bedroht. 1936 erfolgte der Umzug nach Stuttgart, doch auch hier blieben sie im Blickpunkt der NS-Obrigkeit. Rudolf Schlichter wurde denunziert, anonym angezeigt, der Kuppelei bezichtigt und zwei Monate in Haft genommen. Der Dichter Ernst Jünger, mit dem das Ehepaar Schlichter einen langjährigen Briefaustausch pflegte, gutachtete gegenüber den Behörden, er pflege zu dem Ehepaar eine Freundschaft „von hohem geistigem Rang“ und habe „Zweideutiges nicht im entferntesten bemerkt“. Nach der Freilassung erwog das Paar zunächst den Umzug nach Berlin, entschied sich aber 1939, in München Wohnsitz zu nehmen. Dort wurden Schlichters Atelier und die gemeinsame Wohnung 1942 ausgebombt. Während des Zweiten Weltkriegs war das Haushaltsbudget der Schlichters fast völlig von den Einnahmen aus Speedys erotischen Eskapaden abhängig, was ihn zunehmend depressiv stimmte.
1946 erschienen mehrfach Gedichte und Essays von „Speedy“ in der Zeitschrift Der Zwiebelfisch („Eine kleine Zeitschrift für Geschmack in Büchern und anderen Dingen“, Hyperion/Hans von Weber Verlag, München, 1910–1946). In Heft 1/1946 dieser Zeitschrift ist sie mit dem Essay Aus einem Verlies sowie einer auszugsweisen Übersetzung des Werkes Der mittelmäßige Mensch von Ernest Hello vertreten. 1947 veröffentlichte sie bei Hans von Weber in München ihre Prosa-Sammlung Polyphem. Die Sammlung des Deutschen Literaturarchivs in Marbach enthält ein weiteres literarisches Werk Speedys, ein mutmaßlich zwischen 1940 und 1950 von ihr verfasstes Buch mit dem Titel Hinter der Mauer, das 72 Seiten aufweist. Dieses enthält 49 von ihr nach 1933 verfasste Gedichte. Erscheinungsort und Verlag sind nicht ermittelt.
Nach dem Tod ihres Ehemanns 1955 lebte sie in einfachen Verhältnissen von der Verwaltung seines Nachlasses und von den Erträgen des Französischunterrichts, den sie erteilte. Elisabeth Schlichter starb am 3. März 1975 in München.

## Beziehung zu Schlichter
Für Schlichter war „Speedy“ die Frau seines Lebens. Ihr Lachen, ihr gebrochenes Deutsch und ihre „lebendige Beweglichkeit“ sowie ihre „strahlenden, durchdringend auf ihn gerichteten blaugrauen, mit langen Wimpern gezierten Augen“ ließen ihn schon bei ihrer ersten Begegnung in einen Rausch der Verliebtheit geraten. Und als sie sich erhob, gewahrte er die „wunderbar geformten Fesseln ihrer kleinen, in hochabsätzigen spitzen Chevreauschuhen steckenden Füße“.
Der Künstler Schlichter brachte sie nach 1927 in zahllosen Bildern, Zeichnungen und Grafiken ins Bild und widmete ihr sein Prosawerk Zwischenwelt, dessen textliche Botschaft er mit Bleistiftzeichnungen illustrierte, von denen mehrere „Speedy“ erkennen lassen. Ihrer „engsten körperliche Vereinigung fordernden naturhaften Sinnlichkeit“ zu entsprechen, barg für Schlichter „schwerste Konfliktsmöglichkeiten“, da seine „abwegige Veranlagung“ eine „Diskrepanz“ nahelegte, die Speedy schließlich durch ihre Bereitschaft auflöste, (in der damaligen Gegenwart bereits aus der Mode gekommene) geknöpfte Stiefel zu tragen. Auch Schlichters „Benehmen bei Tisch“ stieß die mit „mondänen Gepflogenheiten“ vertraute Frau ab. Heißerer schreibt, dass es durch die Begegnung mit Speedy für ihren späteren Ehemann möglich wurde, „die Frau nicht mehr als Objekt, sondern als Partner zu sehen“ und so auch eine echte Lebensgemeinschaft zu begründen. Mit ihr verband Schlichter die bizarr anmutende Leidenschaft für Rollenspiele masochistischer Prägung – ein Foto mit Strangulationsexperimenten ist überliefert. Die aufgestaute Spannung Schlichters ließ sich nur mit dieser Frau zähmen. In „Speedy“ hatte er seine „Domina mea“ gefunden; als solche hat er sie in seiner gleichnamigen Gouache porträtiert – und sich selbst in unterwürfiger Positur gleich mit (Domina mea, 1927–28, Aquarellfarben über Tusche auf Papier, 72 × 51 cm).
Seine Frau wurde ihm zum Anker, zur „guten und edlen Gattin“, der er auch seine autobiographischen Hauptwerke Das widerspenstige Fleisch (1932 bei Rowohlt in Berlin erschienen) und Tönerne Füße (1933 im selben Verlag herausgekommen) widmete, in denen er „die Liquidation der dargestellten Epoche“ vornahm und seinen mit Speedys Hilfe vollzogenen Ausweg aus dem „Sumpf menschlicher Verirrungen“ dokumentierte, der ihn zur „substantiellen Erkenntnis der absoluten Wahrheit führt[e]“. Aus ihrer Gemeinschaft wurde – so wird es von Presler beschrieben – bald eine rein geistige Beziehung, eine Zweckgemeinschaft; das Paar verständigte sich auf eine Josephsehe ohne geschlechtliche Vereinigung. Übereinstimmung herrschte auch in anderer Sache: Gemeinsam schufen sie das gehobene Umfeld, in dem „Speedy“ ihre hohen, enganschließenden Stiefel zahlungskräftigen Sadisten oder Masochisten zu Wunsche sein ließ, an deren Vergnügen Schlichter sich im Nachhinein anhand der Berichte seiner Frau gütlich tat.
Schlichter übersetzte dies in

„die noch größere, ganz andere Sprache, die solchen Empfindungen Zeugnis geben konnte: Die Sprache des Bildes. Hier war Rudolf Schlichter ein Meister, der es verstand, das Unsagbare in Gemälden, Zeichnungen und druckgraphischen Blättern künstlerisch zu Papier zu bringen.“

## Literarische Rezeption
- Seine stürmische Beziehung zu „Speedy“ enthüllte Schlichter 1931 in seiner autobiographischen Erzählung Zwischenwelt, in deren Vorspann er ihr die Widmung schrieb: „Meiner geliebten Frau Speedy in tiefer Dankbarkeit gewidmet“.[45] In diesem Werk verarbeitete er seine masochistische Veranlagung und schilderte – in dem ihm eigenen Ton über sich selbst in der dritten Person schreibend –, wie er beim Kennenlernen Speedys auf ein „für ihn so brennend wichtiges Thema“ zu sprechen kam. Sie antwortete ihm darauf,

„sie hätte als kleines Mädchen nur solche Knopfstiefelchen getragen … Sie hätte es oft bedauert, dass heute diese Art von Fußbekleidung fast ganz aus der Mode gekommen wäre; ihr hätten diese Stiefel immer einen sehr starken Eindruck gemacht … Mit bebender Stimme richtete er in einer Gesprächspause die Frage an sie, ob sie eventuell geneigt wäre, auch heute noch, trotz der Ausgefallenheit der Mode, seiner Lust und Qual zuliebe, solche hochschäftigen Knopfstiefel mit zierlich dünnem Pompadourabsatz zu tragen.“

Ihrem Einverständnis folgend ließ Schlichter bei einem „erstklassigen Meister“ umgehend ein maßgeschneidertes Stiefelpaar für seine Frau anfertigen. Bei der Bestellung spielte sich folgende Szene ab:

„Mit einer hastigen linkischen Bewegung fuhr er in seine Taschen, kramte umständlich darin und zog endlich zum heimlichen Gaudium der Angestellten eine Anzahl bekritzelter Zettel heraus, auf denen die Form des Stiefels, Vorder- und Seitenansicht, die Form des Absatzes, der Knöpfe, des Schaftes usw. genau aufgezeichnet waren.“

- Bei einem gemeinsamen Besuch in Schlichters Geburtsstadt Calw traf das Paar Heinrich Perrot,[48] den Sohn des Calwer Turmuhrenbau-Unternehmens Perrot, seinerseits Autor eines Fachbuchs für Beregnungstechnik.[49] Dieser umriss später die Begegnung wie folgt:

„Im August 1929 tauchte er in der Werkstatt auf, gefolgt von einem Wesen, einem tollen Weib, das seine Frau sein musste. Die sonst eher dunkle Werkstatt wurde mit einem Paukenschlag taghell! Prima vista, dachte ich, das ist ja ein phantastischer Schmetterling, der sich hierher verirrt hat. Unter dem weißen Hut kräuselten sich rote Haare, sündig-rote Haare. Mir war so, als ob der vertraute Lärm der Werkstatt plötzlich verstummt sei. Die Räder schienen stillzustehen. Der Schmetterling hatte sich mitnichten verirrt. Weder flatterte er vor Angst, noch fürchtete er sich, gefangen genommen und etwa aufgespießt zu werden. Diese Frau stand da mit einer unglaublichen, selbstsicheren Gelassenheit – superb –, die ich noch nie bei irgendeiner im Leben je gesehen hatte. Das Verrückte war, dass sie es wusste. Sie kannte ihre Magie, wusste, dass alle von ihr angezogen, auf sie zufliegen würden. Schlichter stand hinter ihr und lachte. … Offengesagt, ich schaute sie gar nicht an, sondern meine Augen waren schüchtern auf den Boden gedreht und nahmen so nebenbei, verhohlen, zwei schwarze, auf Hochglanz polierte Knopfstiefel wahr, die spitz zuliefen und bleistiftdünne Absätze besaßen. Von unten nach oben hinaufschielend, erfasste ich allmählich die ganze Gestalt. Sie mag dreißig Jahre alt sein, rechnete ich. Wirklich, alles an dieser Frau, vom kleinen Zeh bis hinauf zum Scheitel, hatte Rasse.“

- Florian Havemann hat in seinem 2019 erschienenen Künstlerroman Speedy diese besondere eheliche Beziehung literarisch sehr frei verarbeitet.

## Filmografie
- Tagebuch einer Verlorenen, 1929, Regie: Georg Wilhelm Pabst.[51]
- Die Büchse der Pandora, 1929, Regie: Georg Wilhelm Pabst. (Womöglich agierte Speedy hier lediglich als Komparsin)[52]
- Achtung! Liebe! Lebensgefahr!, 1929, Regie: Ernö Metzner.